# Wojsko polskie w okresie odrodzenia

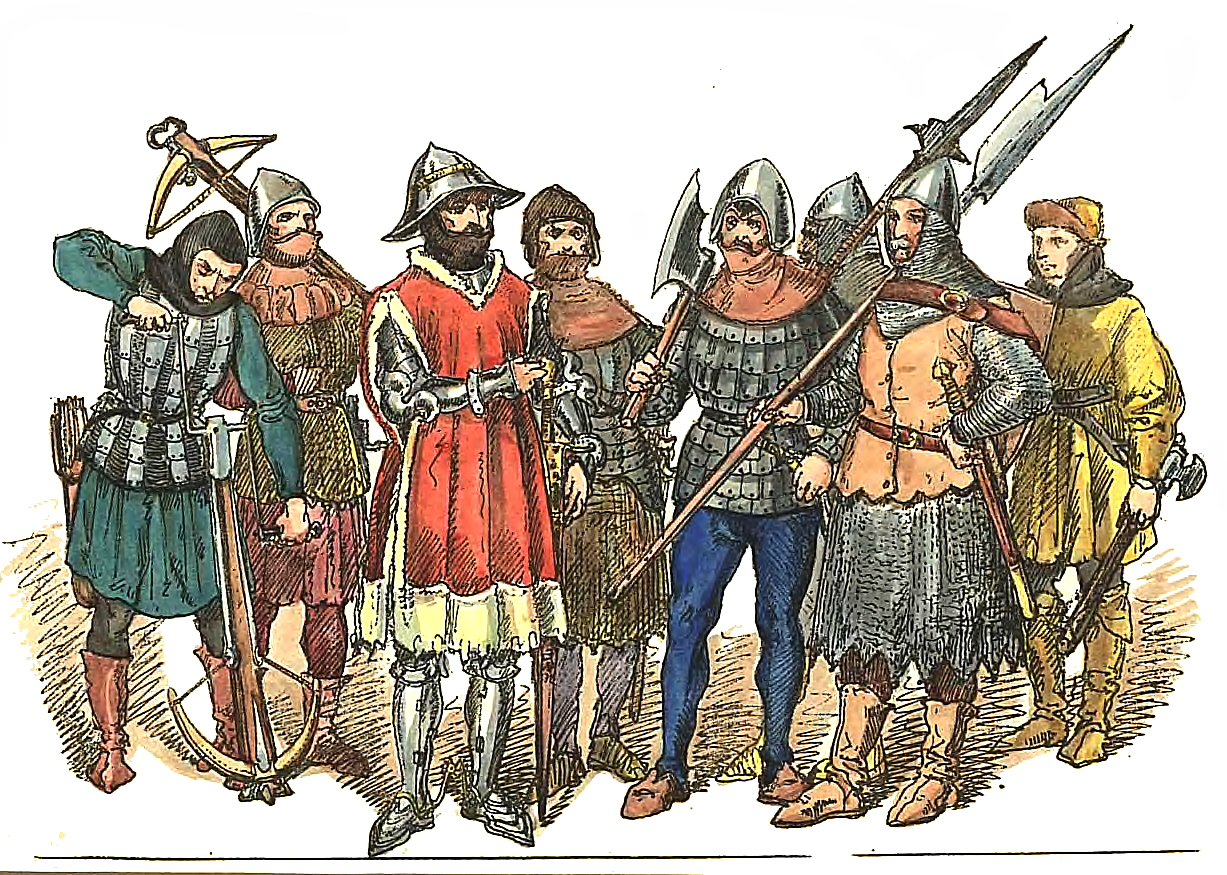
Rycerstwo polskie 1447–1492

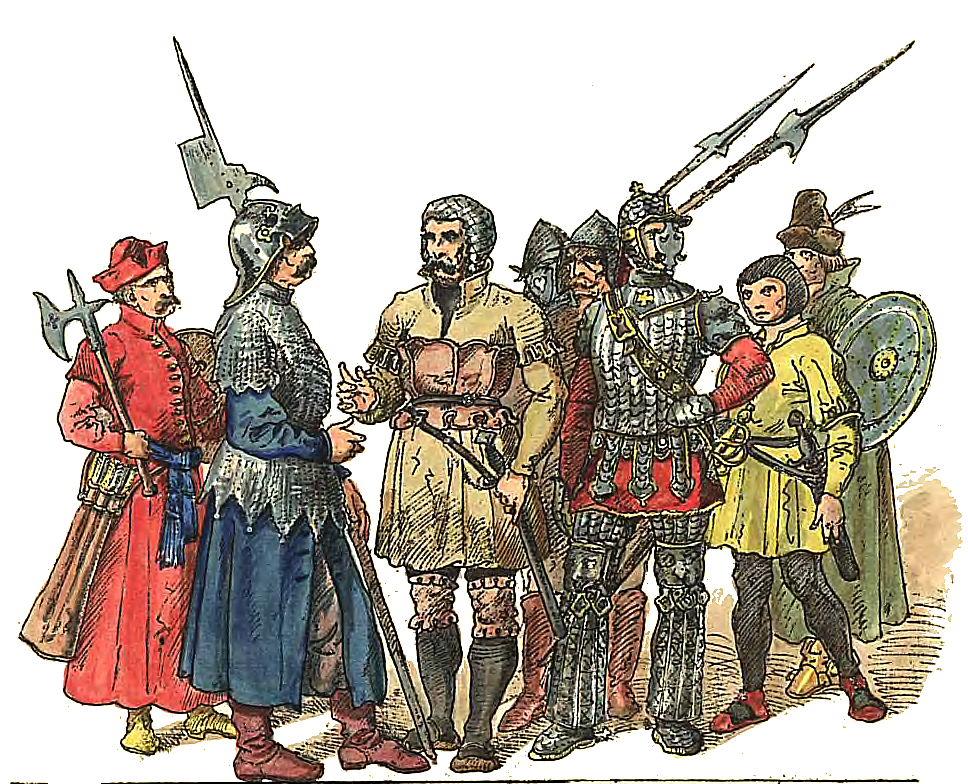
Żołnierze polscy 1507–1548

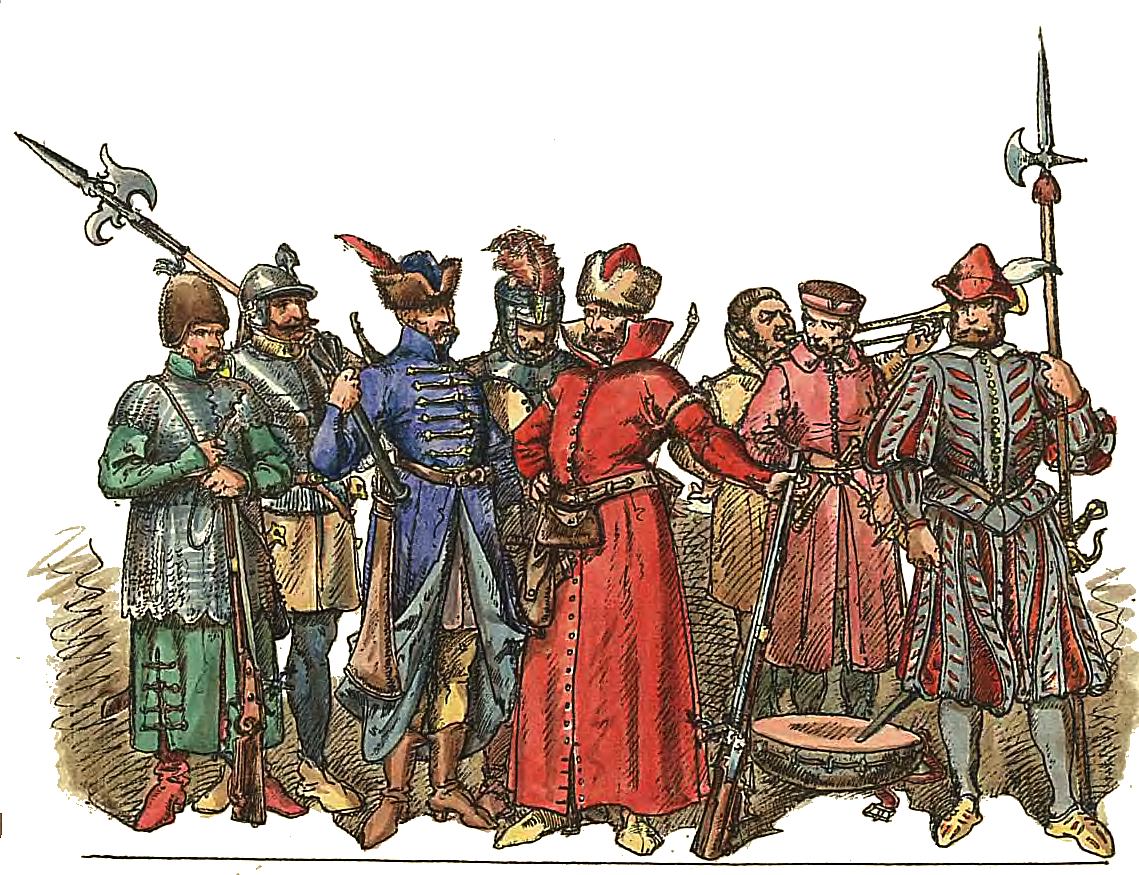
Piechota polska 1548–1572

Wojsko I Rzeczypospolitej w okresie odrodzenia – siły zbrojne I Rzeczypospolitej w latach 1454–1576.
Naczelne dowództwo sprawowali królowie: Kazimierz IV Jagiellończyk, Jan I Olbracht, Aleksander Jagiellończyk, Zygmunt I Stary, Zygmunt II August, Henryk III Walezy.

## System dowodzenia
Dawne urzędy wojskowe stały się honorowymi urzędami ziemskimi lub funkcjonowały wyłącznie w ramach pospolitego ruszenia. Chorąży danej ziemi, powiatu czy województwa, nosił na wyprawie chorągiew, a wojewodowie i kasztelanowie dowodzili pospolitym ruszeniem swego województwa, ziemi czy powiatu. Naczelnym wodzem pospolitego ruszenia był król. Za pośrednictwem rotmistrzów król sprawował też naczelne dowództwo nad oddziałami zaciężnymi. Podczas ostatniego okresu wojny trzynastoletniej, Kazimierz Jagiellończyk faktycznie zrezygnował z wykonywania funkcji naczelnego wodza. W pospolitym ruszeniu dowodzili wojewodowie i kasztelanowie. Kompetencje dowódcze w wojskach zaciężnych przekazał wybitniejszym rotmistrzom lub rycerzom, oddając oddziały pod ich komendę na określony czas i dla wykonywania określonych zadań. Nosili oni różnie formułowany tytuł łaciński (princeps militiae, dux, ductor, capitaneus exercituum, campiductor) lub nazywano ich z czeska hetmanami. Hetmanami wojsk zaciężnych byli w XV w. Piotr Dunin, Wojciech Górski, Paweł Jasieński, Jan Karnkowski, Jan Trnka z Raciborzan.

## Kryzys pospolitego ruszenia
Wobec głębokich przemian w organizacji i technice wojennej, charakterystycznych dla okresu późnego średniowiecza, instytucja pospolitego ruszenia w Europie stawała się anachronizmem.
W Polsce pospolite ruszenie nadal było główną formą organizacji wojska. Świadczyło to o ogólnym zacofaniu wojskowości polskiej w owym czasie. Pospolite ruszenie zawiodło w wojnie trzynastoletniej z Zakonem Krzyżackim, kiedy to poniosło klęskę w starciu z najemnym i zaciężnym wojskiem oraz w wyprawie mołdawskiej Jana Olbrachta.
Okazało się też nieprzydatne w walce z Tatarami. Pospolite ruszenie utrzymywało się formalnie do końca I Rzeczypospolitej. Co prawda przeszło ono znaczną ewolucję: zmieniał się jego skład społeczny i zniknęli władycy. Część władyków przeszła do stanu szlacheckiego, część do warstwy chłopskiej. Na skutek przymusowego skupywania przez szlachtę sołectw, zmniejszała się liczba sołtysów. Statut piotrkowski z 1496, nakazujący mieszczanom sprzedaż posiadanych dóbr ziemskich, zamykał im drogę do służby w pospolitym ruszeniu. W ten sposób pospolite ruszenie stało się instytucją wyłącznie szlachecką, a szlachta widziała w nim głównie instytucję służącą do rozszerzania przywilejów stanowych. 15 września 1454, w obozie pod Cerekwicą, Kazimierz Jagiellończyk pod naciskiem szlachty zmuszony był wydać statuty nieszawskie. Od tej pory król nie mógł zwoływać pospolitego ruszenia bez zgody szlacheckich sejmików ziemskich.
W czasie, kiedy w Europie Zachodniej rosło znaczenie piechoty, polskie pospolite ruszenie składało się niemal wyłącznie z jazdy. Liczebność i wyposażenie pocztu było osobistą sprawą szlachcica. Obciążenie pospolitego ruszenia wozami z żywnością, odzieżą, sprzętem gospodarczym było bardzo duże. Było to wojsko niezdolne do manewru. Wodzem naczelnym był nominalnie sam król, ale już taktyczne dowodzenie pospolitym ruszeniem należało do kompetencji urzędów kasztelańskich i wojewodzińskich. Kazimierz Jagiellończyk, próbując zażegnać kryzys pospolitego ruszenia, rozpoczął konfiskować dobra osobom uchylającym się od służby. Uchylanie się od służby w pospolitym ruszeniu stało się jednak zjawiskiem nagminnym. W okresie wojny trzynastoletniej stosowano tzw. wyprawy z dóbr. Polegały one na tym, że wyznaczano określony kontyngent zbrojnych ludzi, których mieli dostarczyć właściciele dóbr ziemskich (jazdę) i miasta (piechotę). Przykładem może być uchwała średzka z 1458 dotycząca Wielkopolski.
W 1477, tuż przed zjazdem piotrkowskim powstał memoriał Jana Ostroroga, w którym przedstawił on m.in. projekt reformy pospolitego ruszenia. Ideą przewodnią projektu było, żeby wszyscy mieszkańcy kraju brali udział w jego obronie. Służbą wojskową mieli być objęci nie tylko posiadacze ziemi, ale również chłopi i nie posiadający dóbr ziemskich mieszczanie. Wymiar służby miał być określony na podstawie cenzusu majątkowego. Miasta miały dostarczać na potrzeby wojenne dział, prochów, wozów itp., w ilości odpowiedniej do liczby mieszkańców. Projekt Ostroroga nie został zrealizowany, ale niektóre jego myśli znalazły uznanie w uchwale piotrkowskiej. Wymiar służby uzależniono od cenzusu majątkowego.
Uchwała z 1477 przyjęta została na wypadek zagrożenia ze strony Turcji. Ponieważ do wojny nie doszło, uchwała nie weszła w życie.
W organizacji pospolitego ruszenia nadal obowiązywała zasada, że wymiar służby zależny jest od osobistej decyzji szlachcica. Wyjątek stanowiły dobra pochodzące z nadań oraz przywilejów lokacyjnych dla sołtysów i wójtów, które w poszczególnych wypadkach określały wymiar służby. Dobra kościelne były wolne od powinności wojskowej. Duchowni poprzez zastępców służyli w pospolitym ruszeniu służyli wówczas, gdy posiadali prywatne dobra ziemskie. Także jedynie miasta królewskie były zobowiązane dostarczać na wyprawę wojenną wozy z żywnością i potrzebnymi wojsku narzędziami.

## Wojska zaciężne
Dopóki pospolite ruszenie utrzymywało swą wartość, rola wojsk zaciężnych była znikoma, a ich liczba niewielka. W czwartym okresie wojny trzynastoletniej kontynuowano już walkę wyłącznie wojskiem najemnym i zaciężnym.
W 1462 królowi udało się uzyskać od szlacheckich sejmików ziemskich uchwały podatkowe i zwerbować większą liczbę wojska zaciężnego. Dowództwo objął Piotr Dunin, który 17 września odniósł nad wojskiem Zakonu zwycięstwo pod Świecinem. Rozpoczął się czwarty okres wojny, w którym strona polska przejęła inicjatywę. Pokój toruński przywrócił Polsce Pomorze Gdańskie z Warmią. Nad pozostałymi ziemiami Zakonu rozciągnięte zostało zwierzchnictwo Korony Polskiej.
Zapoczątkowana została gruntowna reforma polskiego systemu wojskowego.
Wojska zaciężne werbowane były tylko w przypadku wojny. Stałą zaś siłę zbrojną państwa stanowiło niewielkie wojsko nadworne króla.
Utrzymywanie wojska nadwornego i werbowanie wojska zaciężnego pokrywane było w znacznej mierze przez skarb królewski. Król odwoływał się często do sejmu i sejmików, żądając uchwalenia nadzwyczajnych podatków, ale szlachta nie zawsze chciała je uchwalić. Kościół dawał niekiedy dobrowolną ofiarę pieniężną, ale potrzebna była do tego uchwała synodu.
Utworzone na przełomie XV i XVI wieku oddziały obrony potocznej rozmieszczono w zamkach południowo-wschodnich ziem państwa polskiego. Wraz z powstaniem obrony potocznej, powstał problem dowodzenia oddziałami zaciężnymi. W tym też celu powstał urząd hetmana polnego i wkrótce potem strażnika polnego.
Organizacja
W Europie do XVII w. werbunkiem zbrojnych oddziałów zajmowali się kondotierzy. Oddziały te złożone były z ludzi traktujących wojnę jako zawód i reprezentowały wysoki poziom wyszkolenia. Były dobrze uzbrojone i miały duże doświadczenie. Ponieważ pieniądz był jedynym łącznikiem między wojskiem najemnym a państwem, wystarczył jego brak, a wojsko porzucało służbę.
W Polsce ten system organizacji wojska nigdy nie osiągnął poważniejszych rozmiarów. Za kondotierów na gruncie polskim mogą być uważani Wojciech Kostka z Postupic, Oldrzych Czerwonka i Bernard Szumborski. Później werbowano i cudzoziemców do służby w systemie zaciężnym.
Oddział wojska zaciężnego nazywał się w Polsce rotą, a jego dowódcę rotmistrzem. Od początku XVI w. używano też nazwy „chorągiew”. Z czasem nazwa ta weszła w powszechne użycie na określenie oddziału jazdy, podczas gdy „rota” utrzymywała się w piechocie. Swoim oficerom, rotmistrzom, wydawał król listy przypowiednie, upoważniające ich do zaciągania w jego imieniu żołnierzy. Zaciąg odbywał się systemem towarzyskim. Rotmistrz przyjmował do swego oddziału tylko towarzyszy, ci zaś stawali do służby ze swoimi pocztami. Każdy towarzysz otrzymywał tyle żołdów, ilu ludzi liczył jego poczet.
W XV w. roty liczyły po kilkudziesięciu, a niekiedy po kilkuset żołnierzy. Do lat dziewięćdziesiątych XV w. towarzysze posiadający kilku lub kilkunastu pocztowych przyjmowani byli do służby bezpośrednio i sami otrzymywali listy przypowiednie. Z kilku takich rot-pocztów formowano właściwą rotę bojową, a jeden z towarzyszy wybierany był rotmistrzem.

## Rodzaje wojsk i uzbrojenie
Jazda
W Polsce, w odróżnieniu od państw Europy Zachodniej, głównym rodzajem wojska była jazda. Wojsko polskie pełniło służbę przeważnie we wschodnich rejonach państwa. Otwarte i słabo zaludnione tereny nie pozwalały na skuteczne użycie piechoty. Przeciwnik wymagał stosowania manewrowych form walki. Tatarzy, Turcy, Mołdawianie i Moskwa operowali prawie wyłącznie lekką i ruchliwą jazdą, kładącą nacisk nie na bezpośrednią walkę, ale na zagarnięcie obcego terytorium.
W XV w. polskie chorągwie jazdy dzieliły się na kopijnicze i strzelcze. Formowano je systemem towarzyskim. Zarówno w jednych, jak i w drugich służyli ciężkozbrojni kopijnicy i lekkozbrojni strzelcy. Stosunek ilościowy kopijników do strzelców decydował, czy dana chorągiew była kopijnicza czy strzelcza. Przykładem chorągwi kopijniczej jest chorągiew Rokossowskiego z 1471, strzelczej zaś chorągiew Kotwicza z 1498. W pierwszej było 32 kopijników i 63 strzelców, w drugiej zaś – 19 kopijników i 73 strzelców.
Kopijnikami byli w zasadzie towarzysze, którzy służyli w ciężkim uzbrojeniu kopijniczym. Ich pocztowi mieli z reguły uzbrojenie tańsze, strzelcze. Koszt uzbrojenia decydował o wysokości żołdu. Na tzw. konia kopijniczego płacono 10 złotych kwartalnie, a na konia strzelczego 6 złotych. Jeździec-kopijnik jako uzbrojenia ochronnego używał zazwyczaj całkowitej zbroi, hełmu i tarczy. Jego broń zaczepną stanowiła kopia i miecz. Uzbrojenie ochronne strzelca składało się z pancerza, obojczyka i szynki oraz łebka. Bronią konnego strzelca był łuk lub kusza oraz miecz. Ten ostatni coraz częściej wypierany był przez lżejszą szablę.
W XVI wieku zaczynają pojawiać się husarze. Mieli oni lekkie uzbrojenie ochronne, przeważnie kolczugi, przyłbice i tarcze, a ich broń zaczepną stanowiła kopia i miecz lub szabla. Stopniowo wyparli oni ciężkozbrojnych kopijników.
Około połowy XVI wieku, obok husarzy i strzelców pojawiły się chorągwie nieco lżejszej jazdy. Była to jazda kozacka.
Piechota
Piechota była w Polsce drugorzędnym rodzajem wojska. Znaczącą rolę odgrywała tam, gdzie działania wojenne polegały na obronie lub zdobywaniu zamków i miast. Począwszy od bitwy pod Świecinem wzrastało również jej znaczenie w bitwach na otwartym polu.
W XV w. roty piesze, liczące niekiedy kilkudziesięciu ludzi, łączono w większe i te stawały się właściwymi rotami bojowymi. Rotmistrze małych rot wybierali spośród siebie jednego, który był właściwym dowódcą roty. Typowa dla ówczesnych czasów rota Marka z 1471 liczyła 447 ludzi,. Powstała ona z własnej roty Marka i dziesięciu innych mniejszych rot.
Podstawową bronią piechoty była kusza, około 80% piechurów stanowili kusznicy. Kusznicy posiadali też miecze lub szable, a także topory bojowe. Nie posiadali natomiast ciężkiego uzbrojenia ochronnego. W końcu XV w. podstawowe wyposażenie strzelców stanowiła już broń palna. W 1497 rota Szolca liczyła 98 strzelców, ale tylko trzech spośród nich walczyło jeszcze przy pomocy kuszy.
Role osłonową roty wypełniali pawężnicy. Ich wielkie tarcze, zwane z czeska pawężami, zaostrzone u podstawy, wbijane w ziemię i podpierane drągiem, chroniły żołnierzy przed strzałami nieprzyjaciela. Uzbrojenie pawężnika składało się z miecza lub szabli i pewnych części uzbrojenia ochronnego: łebka lub kapalina, plachu, szynki itp.
Najmniej liczni wśród piechurów to propornicy. Nosili oni proporce swoich rotmistrzów, a uzbrojenie ich stanowił miecz lub szabla. W skład roty pieszej wchodził też jeden lub kilku konnych kopijników lub strzelców. Byli to rotmistrze z jednym lub kilkoma pachołkami.
Po wojnie trzynastoletniej coraz szerzej stosowano broń palną. Broń ręczną stanowiły hakownice. Pierwotnie były to „kije” o prostej, wąskiej kolbie. później wprowadzono nowe hakownice, mające już wykształconą kolbę. Obok hakownic, w końcu XV w. pojawiły się w oddziałach polskiej piechoty zaciężnej rusznice. Były one znacznie krótsze i lżejsze niż hakownice, toteż mogły służyć do walki piechoty w polu.
Zarówno hakownice, jak rusznice miały w tym czasie zamki lontowe. W połowie XVI wieku pojawił się jeszcze bardziej udoskonalony zamek kołowy.
Artyleria
Najstarszy znany przypadek zastosowania dział oblężniczych w Polsce pochodzi z 1383. Zastosowania artylerii polowej przez wojsko polskie miał miejsce w 1506 w bitwie pod Kleckiem, ale na pewno już przedtem znano w Polsce działa polowe.
W XV wieku artyleria ogniowa zupełnie wyparła dawną broń miotającą. Zaczęto rozróżniać artylerię ciężką, używaną głównie do burzenia murów i lekką, przeznaczoną do obrony murów czy taboru, a także do walki w polu.
W XVI wieku wycofywano stopniowo z użycia ciężkie działa burzące zastępując je nieco lżejszymi kolubrynami o bardzo długiej lufie i stosunkowo niewielkim kalibrze. Wśród lżejszych dział, w drugiej połowie XV i pierwszej XVI w. przeważały długie, małokalibrowe taraśnice oraz krótkie hufnice różnych kalibrów. Najkrótsze były moździerze, strzelające stromym torem. Stosowane też ładowane od tyłu foglerze.